# Parc des expositions de Tarbes

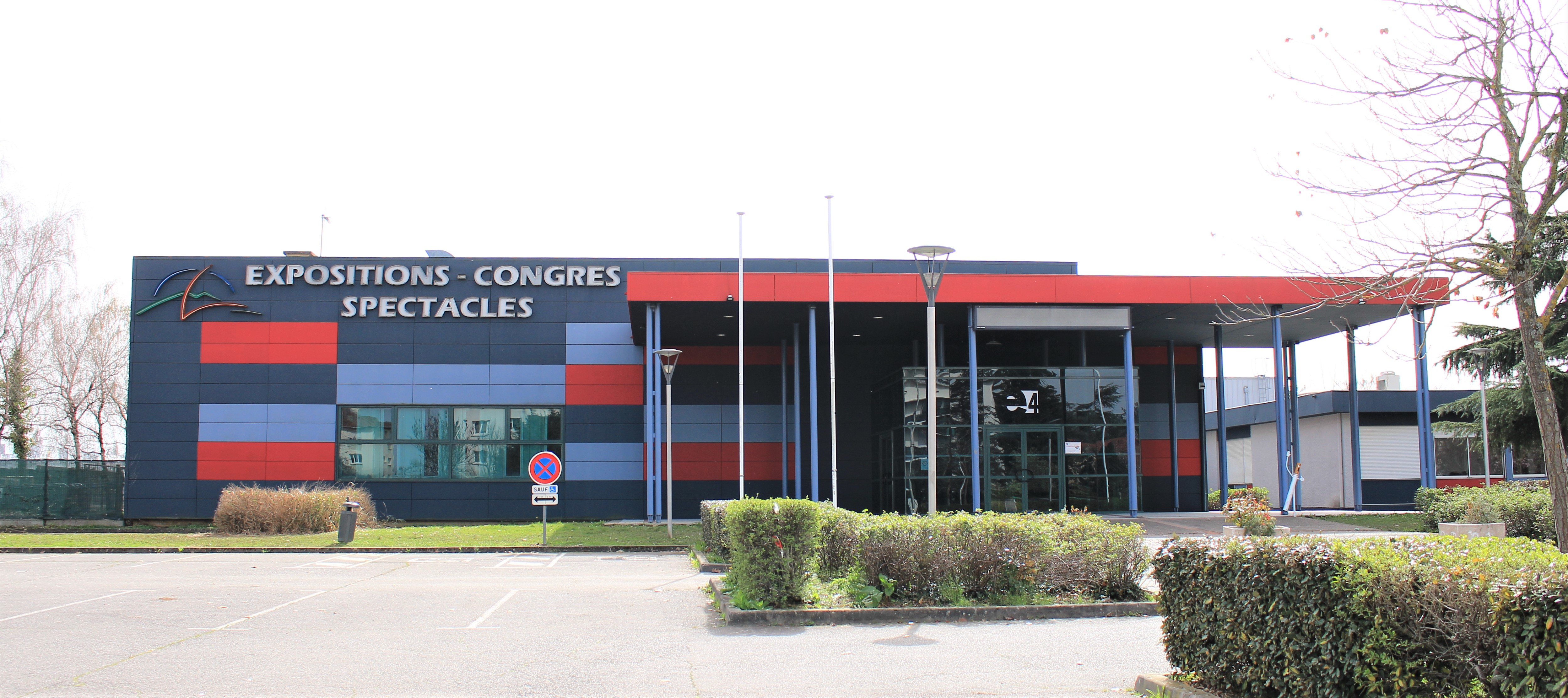
La salle Marboré et l'espace des Cirques.

Le parc des expositions de Tarbes ou Tarbes Pyrénées Congrés est le parc des expositions de Tarbes qui est consacré aux salons événementiels et aux compétitions sportives dans les Hautes-Pyrénées.
Il est situé sur les communes de Tarbes et de Laloubère, à Tarbes dans le quartier de la Zone d'Activité Kennedy, à côté de la chambre de commerce et d'industrie et l'aérodrome de Tarbes. 
Il a pour accès au nord par le Boulevard du Président-Kennedy (rocade sud de Tarbes) et à l’est par la rue des Évadés-de-France.
L'exploitant du parc des expositions est la chambre de commerce et d'industrie de Tarbes.

## Histoire
En 1962 un concours est lancé pour la création d’un nouveau palais des expositions et des congrés, sur le site du quai de l'Adour, qui est remporté par l'architecte Edmond Lay. Le projet sera finalement abandonné.
En 1973 on relance l'étude sur le site actuel pour la construction des premiers halls du parc des expositions et la date du16 mai 1974 est fixée pour son inauguration.
- 1973 : on commence les travaux des halls du Vignemale, du Pic du Midi et de la salle Néouvielle.
- 1974 : le 16 mai voit la tenue de la première foire dans les nouveaux bâtiments.
- 1982 : la salle Marboré est construite.
- 1985 : la salle Arbizon est finie.

## Parc des expositions

### L'infrastructure
Sur une surface totale de 24 695 m2 dont 12 695 m2 couvert répartie sur 7 halls ou salles.
| Hall Vignemale | Hall Pic du Midi | Salle Arbizon | Salle Néouvielle | Salle Marboré | Salle Espace des Lacs | Salle Espace des Cirques |
| -------------- | ---------------- | ------------- | ---------------- | ------------- | --------------------- | ------------------------ |
| 5 200 m2       | 3 450 m2         | 1 150 m2      | 1 340 m2         | 1 000 m2      | 300 m2                | 119 m2                   |

### Événements principaux
- Tournoi Les Petits As
- Foire Exposition
- Salon régional de l'Agriculture
- Salon de la Maison
- Salon du Mariage
- Salon des Seniors
- Salon des Antiquaires
- American Saloon
- Salon de la Montagne

Et de nombreuses autres manifestations...

## Galerie d'images

Sélection de vues de la halle.
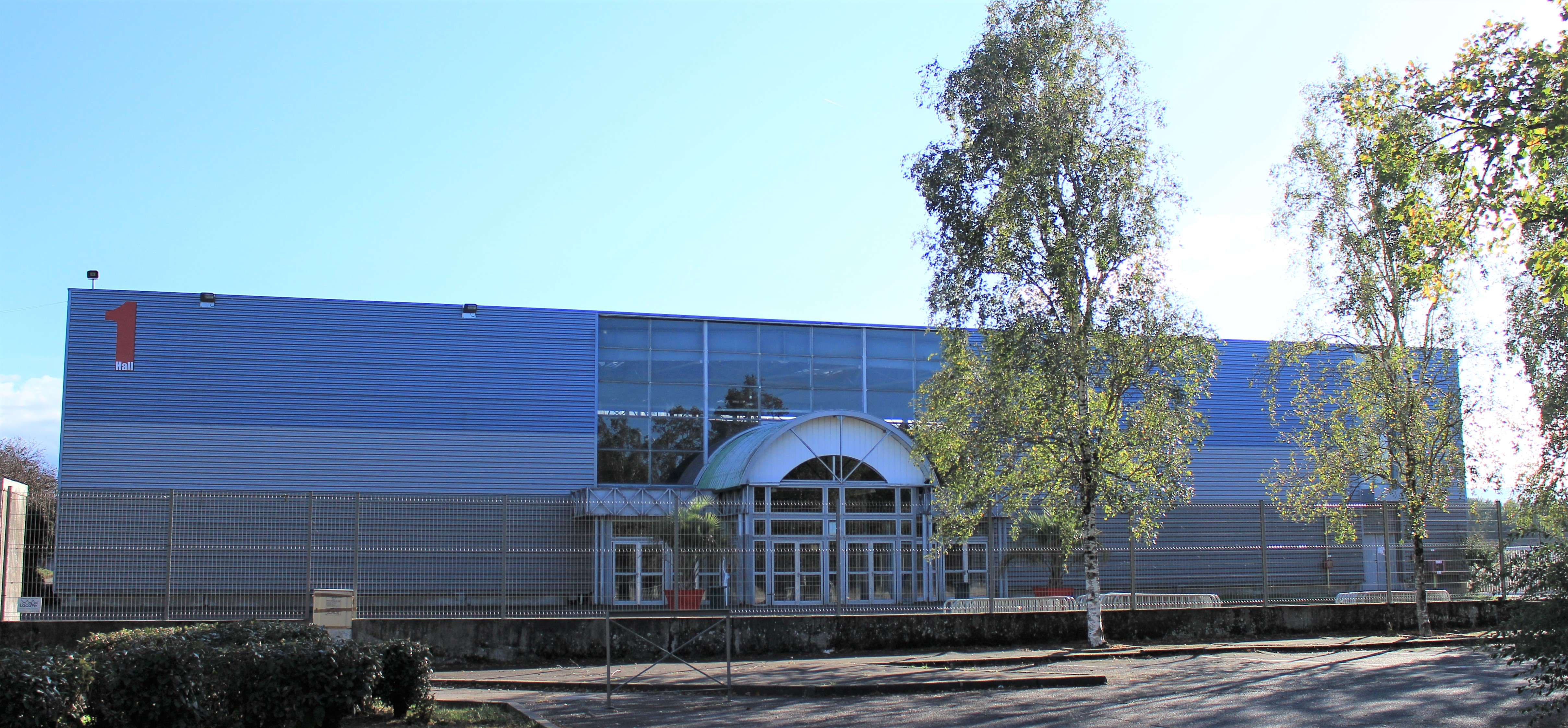
Le hall 1 (Vignemale).
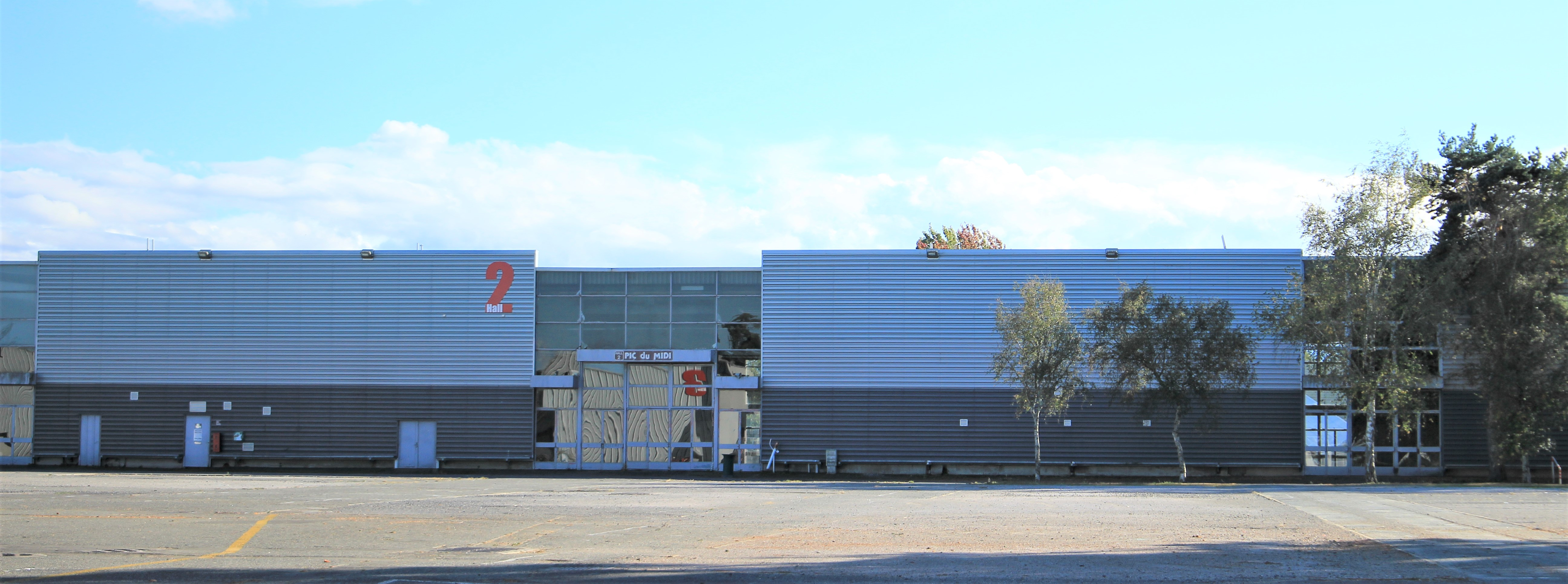
Le hall 2 (Pic du Midi).
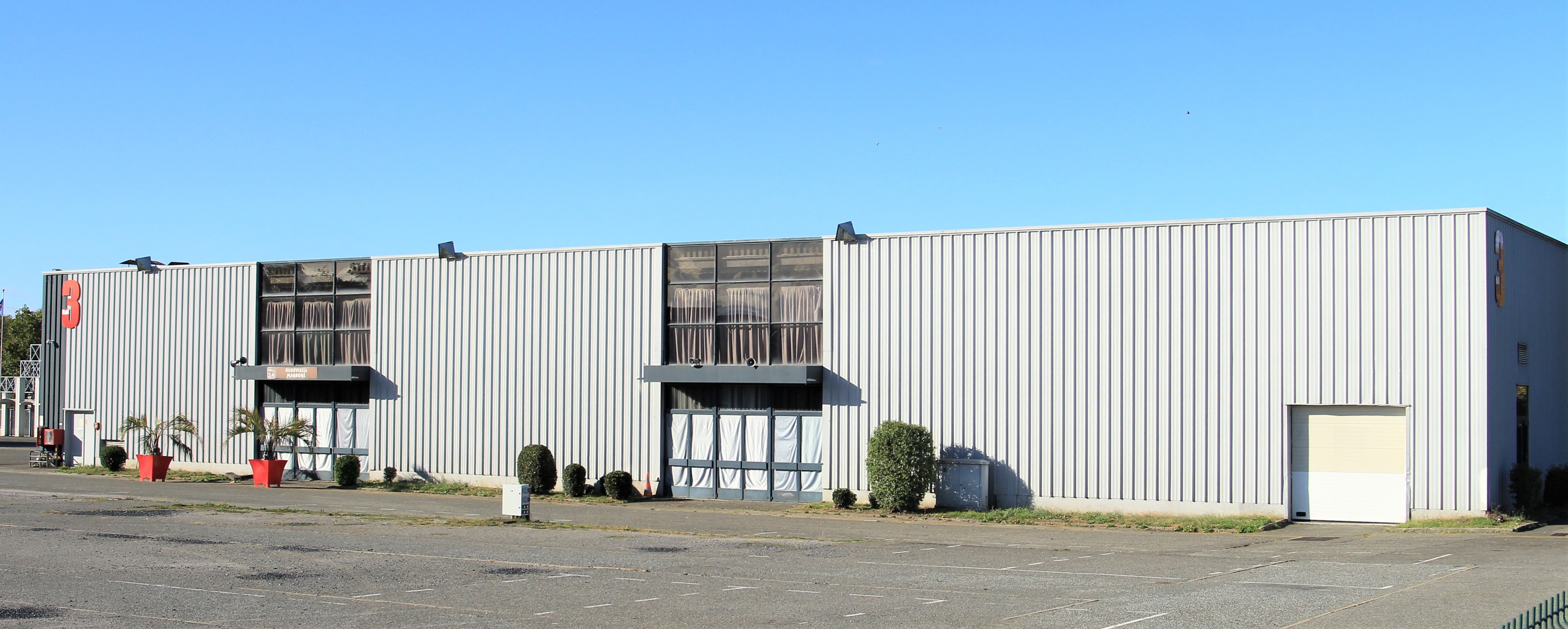
Le hall 3 (Néouvielle).
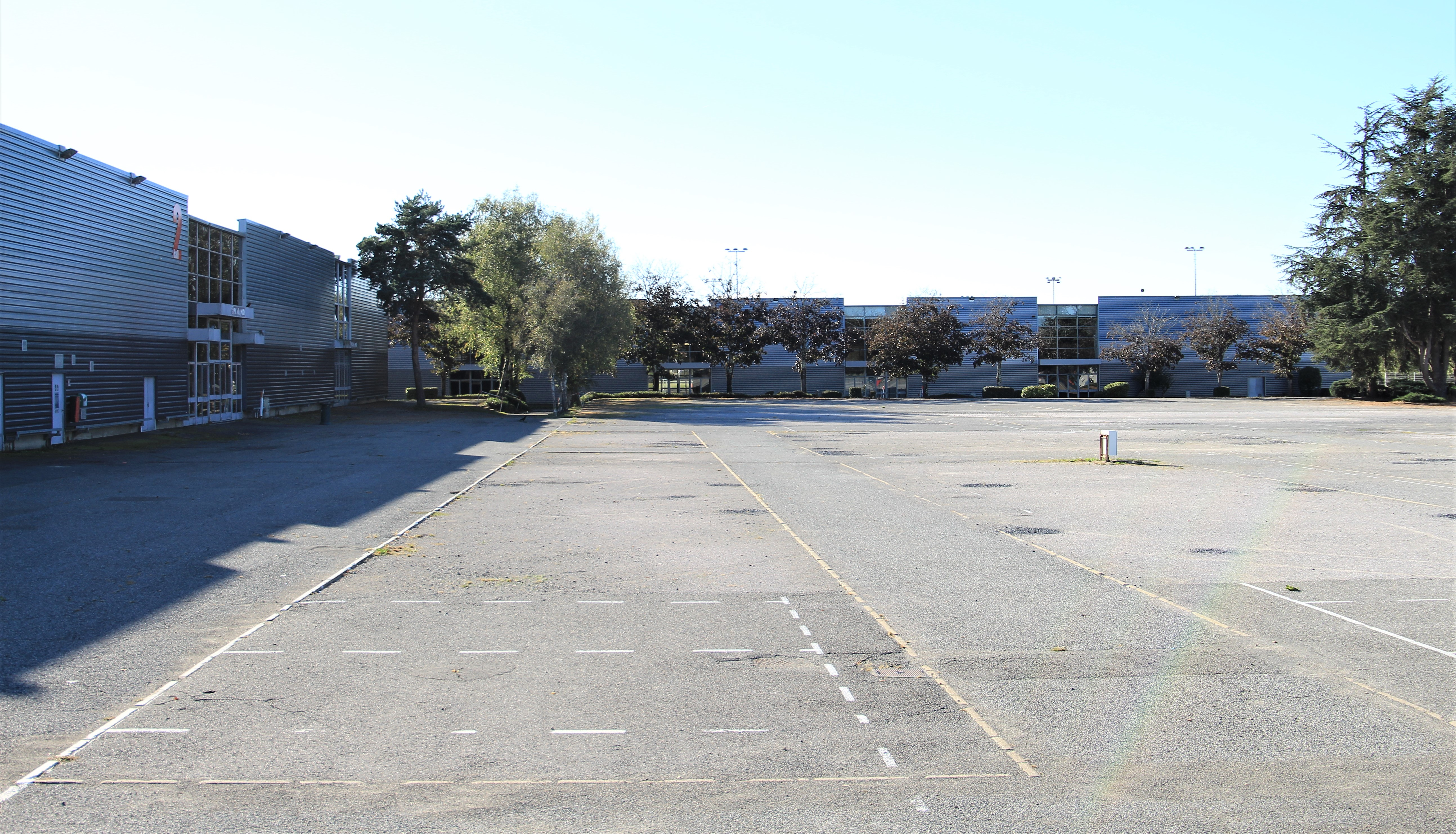
L'esplanade.